# Short Tucano
O Short S.312 Tucano é uma aeronave de treinamento turboélice de dois lugares e é utilizado pela Força Aérea Real. É uma versão de licença de construção do  Embraer EMB-312 Tucano, e também é usado pelas forças aéreas do Quénia e Kuwait.

## Design e Desenvolvimento
O Short Tucano foi desenvolvido pela empresa britânica Short Brothers, a fim de atender a os requisitos para substituir o Jet Provost como o treinador de base para a RAF, como previsto no Air Staff Target 412. É uma adaptação do Embraer EMB-312 Tucano equipado com o mais potente 1.100 shp (820 kW) Garrett motor Turboélice no lugar dos motores 750 shp (560 kW) Pratt & Whitney Canada PT6  do Tucano da Embraer, para proporcionar um desempenho maior nas subidas.
Além de um motor diferente, as outras diferenças entre o Shorts Tucano e o Tucano da Embraer são:
- A estrutura reforçada
- Um layout do cockpit semelhante ao cockpit do treinador avançado Hawk da RAF
- Uma hélice de quatro pás, ao contrário de três pás
- Freios aerodinâmicos e remodelação na ponta das asas
- A instalação de assentos ejetáveis Martin-Baker MB 8LC para a tripulação
- Um novo sistema de oxigênio
- Um novo gravador de dados de voo
- Um canopy modificado

O Tucano foi selecionado em 1985, ao ganhar a licitação para a renovação dos treinadores da RAF, Competiu com o Suiço Pilatus PC-9 e o Britanico NDN Firecracker

## Variantes
- Tucano T Mk.1 (T.1): Variante biplace (dois lugares) para treinamento básico. 130 unidades entregues para a RAF;
- Tucano Mk.51: Variante de exportação para o Quênia. 12 unidades entregues;
- Tucano Mk.52: Variante de exportação para o Kuwait. 16 unidades entregues;

## Operadores

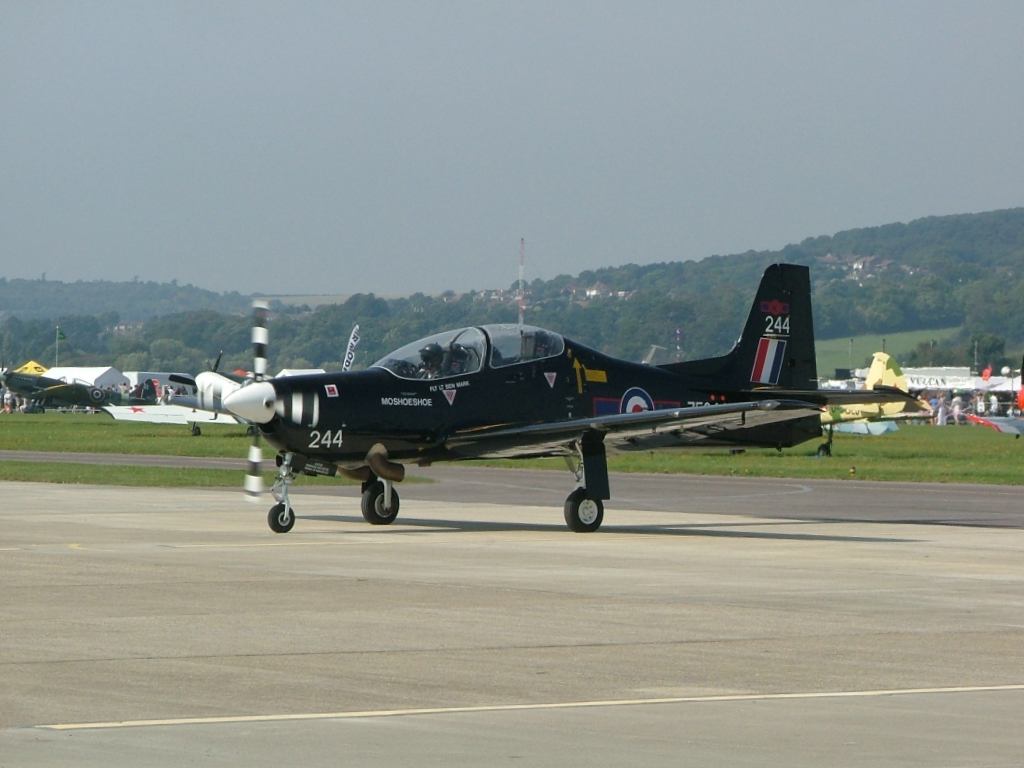
Short Tucano T Mk.1 do No. 72 Squadron da RAF

### Operadores Atuais
- Quênia
  - Força Aérea do Quênia;[2][3]

### Operadores Antigos
- Kuwait
  - Força Aérea do Kuwait;[4][5]
- Reino Unido
  - Empire Test Pilots' School (ETPS);
  - Força Aérea Real;

## Especificações (Tucano T Mk.1)
Dados de: Jane's All the World's Aircraft, 1988–1989 e do Manual de Tripulação do Tucano Mk.1 

### Características Gerais
- Tripulantes: 1 ou 2
- Comprimento: 9.86 m (32 ft 4 in)
- Envergadura: 11.28 m (37 ft 0 in)
- Altura: 3.40 m (11 ft 2 in)
- Área Alar: 19.40 m2 (208.8 sq ft)
- Aerofólio: NACA 632A-415 (raiz), 63A-212 (ponta)
- Peso Vazio: 2,017 kg (4,447 lb)
- Peso Máximo de Decolagem (MTOW): 3,275 kg (7,220 lb)
- Capacidade de Combustível: 724 L (159 imp gal; 191 US gal)
- Motor: 1x turboélice Garrett TPE331-12B, gerando 1.151 shp (858 kW);
- Hélice: Hartzell, quatro pás, velocidade constante e passo reversível, embandeirável, em alumínio, 2.39 m (7 ft 10 in) de diâmetro;

### Performance
- Velocidade Máxima: 507 km/h (315 mph, 274 kn) a 3,000–4,600 m (10,000–15,000 ft)
- Velocidade de Cruzeiro: 407 km/h (253 mph, 220 kn) a 6,100 m (20,000 ft)
- Velocidade de Estol: 80 km/h (50 mph, 43 kn) com flapes e trens baixos
- Velocidade Nunca Exceder: 518 km/h (322 mph, 280 kn)
- Alcance: 1,665 km (1,035 mi, 899 nmi)
- Autonomia: 5 h 12 min
- Teto de Serviço: 10,000 m (34,000 ft)
- Limite de Força G: +7/-3.6
- Taxa de Subida: 17.8 m/s (3,510 ft/min)
- Carga Alar: 140 kg/m²
- Taxa empuxo-peso: 0.250 kW/kg

### Armamento
- Previsão para 454 kg (1.000 lb) de armas e casulos em quatro hardpoints sobre as asas (exceto nos Tucanos da RAF).

## Ligações Externas
- Aircraft of the Royal Air Force
- Royal Air Force Tucano display team
- Cutaway of Short Tucano from flightglobal.com
- Ulster Aviation Society website (see displayed Tucano G-BTUC)